# The General (Guns N' Roses)
The General è un singolo della band statunitense Guns N' Roses pubblicato l'8 dicembre 2023. Il brano risale alle sessioni di registrazioni dell'album Chinese Democracy. L'inedito era stato eseguito per la prima volta il 2 novembre 2023 durante la seconda delle due serate Live all'Hollywood Bowl di Los Angeles. Il brano sarà anche disponibile nel lato B del vinile da 7" del singolo precedente Perhaps, anch'esso in uscita l'8 dicembre 2023. Originariamente doveva essere presentato esclusivamente all'interno del vinile, la cui data d'uscita originale era il 27 ottobre 2023.

## Storia
Il brano proviene dalle tormentate sessioni di registrazioni di Chinese Democracy e col tempo è diventato tra i fan un grande oggetto di dibattito e discussione. Nel 2007 l’ex frontman degli Skid Row, Sebastian Bach, aveva così parlato della canzone: “E’ di gran lunga la cosa più heavy metal che gli abbia mai sentito fare. C’è questo riff lento, e stridente, unito a queste voci acute, profonde, urlanti”. Nuovamente intercettato un anno dopo dallo stesso magazine, il cantante aveva aggiunto: “E’ il seguito di "Estranged", ed è parte della trilogia scritta da Del James (i cui racconti ispirarono il video di "November Rain"). E’ come il George Lucas del rock”. Con il ritorno nel 2016 dei due membri storici Slash e Duff McKagan, che hanno sistemato il basso e le chitarre del singolo, i Guns hanno pubblicato il brano.

## Video musicale
Il 24 gennaio 2024 viene pubblicato il video musicale ufficiale del brano, realizzato parzialmente con l'Intelligenza artificiale. Nel video si possono vedere le inquadrature del concerto di debutto del singolo risalenti al 2 novembre 2023.